# Grands succès
Albums de Richard Gotainer
Contes de traviole
(1979) Chants zazous
(1982)
Grands succès est le premier best of de Richard Gotainer sorti en 1981. Toutes les musiques sont de Claude Engel. Il est sorti chez le label Philips.
Il s'agit de la première compilation du chanteur, qui a rencontré son public dès la fin des années 1970 avec des titres comme Polochon blues, Tout foufou, Le sampa, Poil au tableau, Chipie et Primitif, dont certains ont été publiés seulement en 45 tours et qui figurent sur ce best of.

## Titres
| No  | Titre                                              | Auteur                          | Durée |
| --- | -------------------------------------------------- | ------------------------------- | ----- |
| 1.  | Le Sampa (musique du film Le Maître d'école, 1981) | Richard Gotainer / Claude Engel |       |
| 2.  | Poil Au Tableau (1981)                             | Richard Gotainer / Claude Engel |       |
| 3.  | Le Taquin Et La Grognon (1977)                     | Richard Gotainer / Claude Engel |       |
| 4.  | Tout Foufou (1979)                                 | Richard Gotainer / Claude Engel |       |
| 5.  | Confetti (1977)                                    | Richard Gotainer / Claude Engel |       |
| 6.  | Chipie (1981)                                      | Richard Gotainer / Claude Engel |       |
| 7.  | Primitif (1980)                                    | Richard Gotainer / Claude Engel |       |
| 8.  | Polochon Blues (1977)                              | Richard Gotainer / Claude Engel |       |
| 9.  | Le Moustique (1977)                                | Richard Gotainer / Claude Engel |       |
| 10. | Maman Flashe Et Papa Flippe (1980)                 | Richard Gotainer / Claude Engel |       |
| 11. | Fais-Moi Une Chanson (1977)                        | Richard Gotainer / Claude Engel |       |
| 12. | Tranche De Cake (1981)                             | Richard Gotainer / Claude Engel |       |

## Singles
- 1980 : Primitif / Maman flashe et papa flippe
- 1981 : Chipie / Tranche de cake
- 1981 : Le Sampa / Poil au tableau
- 1981 : Poil au tableau / Le Sampa